# Аллея Архитектора Шехтеля
Аллея Архите́ктора Ше́хтеля — аллея в Пресненском районе Центрального административного округа города Москвы, названная в честь архитектора Фёдора Шехтеля. Располагается между Большой Садовой улицей и Ермолаевским переулком. Протяженность аллеи составляет около 103 метров.

## История
До мая 2016 года аллея, представляющая собой сквер, не имела названия. 24 мая 2016 г. Правительством Москвы было принято решение назвать ее в честь русского архитектора, живописца и сценографа Фёдора Шехтеля (1859—1926). По его проектам было построено большое количество столичных зданий, среди которых здания Ярославского вокзала, Московского Художественного театра в Камергерском переулке и др. Неподалеку от аллеи расположены пять зданий, связанных с именем архитектора, в том числе особняк Шехтеля с флигелем-мастерской.

## Здания и достопримечательности
Аллея пролегает через сквер. По соседству с аллеей, в Ермолаевском переулке, д. 28, находится особняк Шехтеля. Второй особняк с флигелем-мастерской, в котором архитектор жил позднее, находится на Большой Садовой улице, д. 4. Он был построен в 1910 году. Во время проживания Шехтеля в этом доме на месте нынешнего сквера располагался храм Святого Ермолая, но был разрушен в 1932-м. Впоследствии на его месте был установлен поклонный крест. В 2017 году депутатом муниципального собрания было объявлено о намерении восстановить храм.